# 9936 Al-Biruni
9936 Al-Biruni là một tiểu hành tinh vành đai chính. Nó quay quanh Mặt Trời mỗi 5.39 năm.
Được phát hiện ngày 8 tháng 8 năm 1986 bởi Eric Elst và Violeta Ivanova ở Bulgarian National Astronomical Observatory ở Smolyan, tên chỉ định của nó là "1986 PN4". It was later renamed "Al-Biruni" after Al-Biruni, an eleventh century Persian scientist who made important contributions to anthropology, Toán học và astronomy.